# Řády, vyznamenání a medaile Jamajky

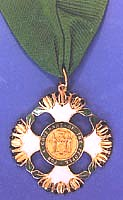
Řád Jamajky

Jamajský systém státních vyznamenání se od přijetí Zákona o národních vyznamenáních a oceněních vyvinul jako jedinečná entita. Zákon byl přijat jamajským parlamentem v roce 1969 (Act No. 21 of 1969). Systém z větší části vychází z britského systému vyznamenání, která byla dříve udílena i Jamajčanům.
Generální guvernér je kancléřem každého řádu. Členství řádu uděluje generální guvernér na doporučení předsedy vlády Jamajky. Na rozdíl od jiných řádů států bývalého Britského impéria, jako například Řádu Kanady či Řádu Austrálie, není britský panovník svrchovanou hlavou jamajských řádů. V určitém smyslu jsou tak jamajské řády analogické s oceněními udílenými některými kanadskými provinciemi.
Většina jamajských vyznamenání opravňuje jejich příjemce k používání postnominálních písmen za jejich jménem, některá pak zahrnují oslovení před jménem.

## Řády a medaile
- Řád národního hrdiny je udílen občanům Jamajky za jejich mimořádné služby státu. Nositelé mohou používat oslovení před jménem The Right Excellent a titul za jménem National Hero of Jamaica.[2]
- Řád národa je často udílen bývalým předsedům vlád Jamajky. Členové řádu a jejich choti mohou užívat titul před jménem The Most Honourable a titul za jménem Order of the Nation či postnominálmí písmeny ON.[3]
- Řád znamenitosti je nejnovější řád v jamajském systému vyznamenání. Udílen je zahraničním hlavám států a předsedům vlád.[4]
- Řád za zásluhy občanům Jamajky za významné mezinárodní úspěchy v oblasti vědy, umění, literatury či v jiné činnosti. Členové řádu mohou užívat titul před jménem The Honourable a titul za jménem Order of Merit či postnominálmí písmeny OM.[5]
- Řád Jamajky je udílen občanům Jamajky za vynikající úspěchy ve službě Jamajce. Členové řádu mohou užívat titul před jménem The Honourable a titul za jménem Order of Jamaica či postnominálmí písmeny OJ.[6]
- Řád distinkce udílen je jako řádný občanům Jamajky. Cizinci se mohou stát čestnými členy řádu.[7]
- Odznak cti je udílen civilním rezidentům Jamajky i cizincům vykonávajícím diplomatickou či konzulární činnost.[8]
- Medaile cti je udílena důstojníkům a dalším příslušníkům ozbrojených složek.[9]

## Další ocenění
- Medaile předsedy vlády za uznání je ocenění udílené premiérem Jamajky jednotlivcům, kteří poskytli vyznamenání hodnou službu státu a jeho lidu. Není však součástí jamajského národního systému vyznamenání.